# Lauv

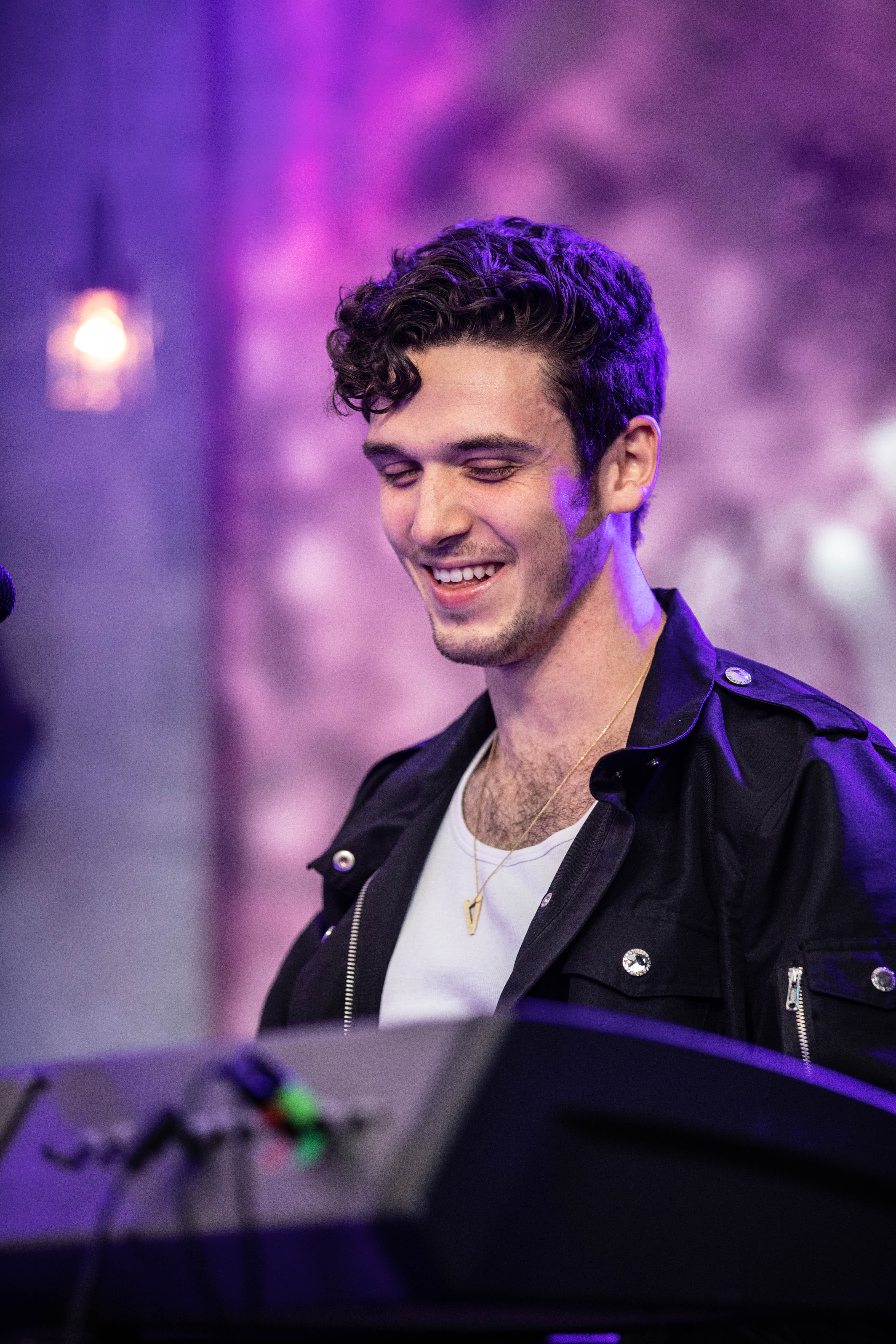
Lauv (2018)

Lauv (* 8. August 1994 in San Francisco, Kalifornien, bürgerlich Ari Staprans Leff) ist ein US-amerikanischer Musiker und Sänger lettischer Abstammung.

## Karriere
In seiner Kindheit spielte er Klavier, Bratsche und Gitarre. Seine Karriere begann er mit 14 Jahren und schrieb zunächst Songs für andere Künstler. Er studierte Musiktechnik an der New York University Steinhardt School of Culture, Education, and Human Development. 2016 und 2017 schrieb er mehrere Lieder für bekannte Musiker, unter anderem für Cash Cash, Charli XCX, Cheat Codes und Demi Lovato.
Seine Debüt-EP Lost in the Light erschien 2015. Daraus wurden mehrere Singles ausgekoppelt. Nachdem die Single The Other Anfang 2017 mit mehreren Remixen und einer Akustikversion wiederveröffentlicht wurde, war sie auf Spotify weltweit erfolgreich, konnte allerdings keine Charterfolge verzeichnen. Daraufhin veröffentlichte er am 19. Mai 2017 die Nachfolgesingle I Like Me Better, die im Sommer 2017 zuerst in Europa und schließlich auch weltweit die Charts erreichen konnte. Sie wurde von Cheat Codes und Ryan Riback geremixt.
Lauv war im Oktober und November 2017 Supportact für Ed Sheeran auf dessen Divide-Tour für vierzehn Auftritte in Asien.
Sein Künstlername Lauv, eine abgewandelte Version von Lauva, was Löwe auf Lettisch bedeutet, ist eine Hommage an sein Sternzeichen.

## Privatleben
2018 war Lauv mehrere Monate mit Sängerin Julia Michaels liiert, bevor sich das Paar Ende des Jahres trennte.
In einem Interview vom Rbb24 im März 2020 erklärte Lauv, dass ihn seine Schwester und ein Freund zu einem Psychologen schickten, der bei ihm Depression und eine Zwangsstörung diagnostizierte.
Seine Mutter und Großeltern mütterlicherseits sind lettischer Abstammung. 

## Diskografie

### Studioalben
| Jahr | Titel Musiklabel                       | Höchstplatzierung, Gesamtwochen, AuszeichnungChartplatzierungen (Jahr, Titel, Musiklabel, Platzierungen, Wochen, Auszeichnungen, Anmerkungen) | Höchstplatzierung, Gesamtwochen, AuszeichnungChartplatzierungen (Jahr, Titel, Musiklabel, Platzierungen, Wochen, Auszeichnungen, Anmerkungen) | Höchstplatzierung, Gesamtwochen, AuszeichnungChartplatzierungen (Jahr, Titel, Musiklabel, Platzierungen, Wochen, Auszeichnungen, Anmerkungen) | Höchstplatzierung, Gesamtwochen, AuszeichnungChartplatzierungen (Jahr, Titel, Musiklabel, Platzierungen, Wochen, Auszeichnungen, Anmerkungen) | Höchstplatzierung, Gesamtwochen, AuszeichnungChartplatzierungen (Jahr, Titel, Musiklabel, Platzierungen, Wochen, Auszeichnungen, Anmerkungen) | Anmerkungen                          |
| Jahr | Titel Musiklabel                       | DE | AT | CH | UK | US | Anmerkungen                          |
| ---- | -------------------------------------- | --- | --- | --- | --- | --- | ------------------------------------ |
| 2020 | How I’m Feeling AWAL Recordings (Sony) | DE27 (7 Wo.)DE | AT10 (13 Wo.)AT | CH21 (8 Wo.)CH | UK9 Silber · (10 Wo.)UK | US16 Gold · (14 Wo.)US | Erstveröffentlichung: 6. März 2020   |
| 2022 | All 4 Nothing A5B                      | — | — | — | — | US82 (1 Wo.)US | Erstveröffentlichung: 5. August 2022 |

### Remixalben
- 2018: I Met You When I Was 18 (The Extras)
- 2020: How I’m Feeling (The Extras)

### Kompilationen
| Jahr | Titel Musiklabel                                              | Höchstplatzierung, Gesamtwochen, AuszeichnungChartplatzierungen (Jahr, Titel, Musiklabel, Platzierungen, Wochen, Auszeichnungen, Anmerkungen) | Höchstplatzierung, Gesamtwochen, AuszeichnungChartplatzierungen (Jahr, Titel, Musiklabel, Platzierungen, Wochen, Auszeichnungen, Anmerkungen) | Höchstplatzierung, Gesamtwochen, AuszeichnungChartplatzierungen (Jahr, Titel, Musiklabel, Platzierungen, Wochen, Auszeichnungen, Anmerkungen) | Höchstplatzierung, Gesamtwochen, AuszeichnungChartplatzierungen (Jahr, Titel, Musiklabel, Platzierungen, Wochen, Auszeichnungen, Anmerkungen) | Höchstplatzierung, Gesamtwochen, AuszeichnungChartplatzierungen (Jahr, Titel, Musiklabel, Platzierungen, Wochen, Auszeichnungen, Anmerkungen) | Anmerkungen                        |
| Jahr | Titel Musiklabel                                              | DE | AT | CH | UK | US | Anmerkungen                        |
| ---- | ------------------------------------------------------------- | --- | --- | --- | --- | --- | ---------------------------------- |
| 2018 | I Met You When I Was 18 (The Playlist) AWAL Recordings (Sony) | — | — | — | UK— SilberUK | US50 Gold · (37 Wo.)US | Erstveröffentlichung: 31. Mai 2018 |

### EPs
- 2015: Lost in the Light
- 2017: Spotify Singles
- 2017: Lauv
- 2020: Without You

### Singles als Leadmusiker
| Jahr | Titel Album                                             | Höchstplatzierung, Gesamtwochen, AuszeichnungChartplatzierungen (Jahr, Titel, Album, Platzierungen, Wochen, Auszeichnungen, Anmerkungen) | Höchstplatzierung, Gesamtwochen, AuszeichnungChartplatzierungen (Jahr, Titel, Album, Platzierungen, Wochen, Auszeichnungen, Anmerkungen) | Höchstplatzierung, Gesamtwochen, AuszeichnungChartplatzierungen (Jahr, Titel, Album, Platzierungen, Wochen, Auszeichnungen, Anmerkungen) | Höchstplatzierung, Gesamtwochen, AuszeichnungChartplatzierungen (Jahr, Titel, Album, Platzierungen, Wochen, Auszeichnungen, Anmerkungen) | Höchstplatzierung, Gesamtwochen, AuszeichnungChartplatzierungen (Jahr, Titel, Album, Platzierungen, Wochen, Auszeichnungen, Anmerkungen) | Anmerkungen                                                   |
| Jahr | Titel Album                                             | DE | AT | CH | UK | US | Anmerkungen                                                   |
| ---- | ------------------------------------------------------- | --- | --- | --- | --- | --- | ------------------------------------------------------------- |
| 2017 | I Like Me Better I Met You When I Was 18 (The Playlist) | DE7 Platin · (36 Wo.)DE | AT5 Platin · (35 Wo.)AT | CH23 (42 Wo.)CH | UK58 Platin · (13 Wo.)UK | US27 ×5Fünffachplatin · (41 Wo.)US | Erstveröffentlichung: 19. Mai 2017                            |
| 2018 | There’s No Way –                                        | — | — | CH86 (1 Wo.)CH | — | US— PlatinUS | Erstveröffentlichung: 27. September 2018 feat. Julia Michaels |
| 2019 | I’m So Tired… How I’m Feeling                           | DE42 Gold · (19 Wo.)DE | AT22 Gold · (19 Wo.)AT | CH40 (20 Wo.)CH | UK8 Platin · (18 Wo.)UK | US81 ×2Doppelplatin · (6 Wo.)US | Erstveröffentlichung: 24. Januar 2019 mit Troye Sivan         |
| 2019 | Fuck, I’m Lonely How I’m Feeling                        | DE80 (8 Wo.)DE | AT48 (11 Wo.)AT | CH53 (3 Wo.)CH | UK32 Gold · (15 Wo.)UK | US— GoldUS | Erstveröffentlichung: 1. August 2019 feat. Anne-Marie         |
| 2019 | Mean It How I’m Feeling                                 | — | — | CH87 (1 Wo.)CH | UK83 (1 Wo.)UK | US— GoldUS | Erstveröffentlichung: 14. November 2019 mit LANY              |

Weitere Singles
- 2015: The Other (US: Gold)
- 2015: Reforget
- 2016: Question (feat. Travis Mills)
- 2016: Breathe
- 2016: The Story Never Ends
- 2017: Easy Love
- 2017: Paris in the Rain
- 2018: Getting Over You
- 2018: Chasing Fire
- 2018: Superhero
- 2019: Drugs & the Internet
- 2019: Sad Forever
- 2019: Feelings (US: Gold)
- 2019: Sims
- 2020: Changes
- 2020: Tattoos Together
- 2020: Modern Loneliness
- 2020: Dishes
- 2020: Fake (mit Conan Gray)
- 2020: 2021
- 2022: 26
- 2022: All 4 Nothing (I’m So In Love)
- 2025: Mad (mit Martin Garrix)

Promo-Singles
- 2018: Bracelet
- 2018: Paranoid
- 2018: Enemies
- 2018: Never Not

### Singles als Gastmusiker
| Jahr | Titel Album       | Höchstplatzierung, Gesamtwochen, AuszeichnungChartplatzierungen (Jahr, Titel, Album, Platzierungen, Wochen, Auszeichnungen, Anmerkungen) | Höchstplatzierung, Gesamtwochen, AuszeichnungChartplatzierungen (Jahr, Titel, Album, Platzierungen, Wochen, Auszeichnungen, Anmerkungen) | Höchstplatzierung, Gesamtwochen, AuszeichnungChartplatzierungen (Jahr, Titel, Album, Platzierungen, Wochen, Auszeichnungen, Anmerkungen) | Höchstplatzierung, Gesamtwochen, AuszeichnungChartplatzierungen (Jahr, Titel, Album, Platzierungen, Wochen, Auszeichnungen, Anmerkungen) | Höchstplatzierung, Gesamtwochen, AuszeichnungChartplatzierungen (Jahr, Titel, Album, Platzierungen, Wochen, Auszeichnungen, Anmerkungen) | Anmerkungen                                                         |
| Jahr | Titel Album       | DE | AT | CH | UK | US | Anmerkungen                                                         |
| ---- | ----------------- | --- | --- | --- | --- | --- | ------------------------------------------------------------------- |
| 2017 | A Different Way – | — | — | CH63 (2 Wo.)CH | UK85 (9 Wo.)UK | — | Erstveröffentlichung: 21. September 2017 DJ Snake feat. Lauv        |
| 2019 | Make It Right –   | — | — | — | — | US76 (1 Wo.)US | Erstveröffentlichung: 18. Oktober 2019 BTS feat. Lauv               |
| 2020 | Sweet N Sour –    | DE— aDE | — | — | — | — | Erstveröffentlichung: 4. September 2020 Jawsh 685 feat. Lauv & Tyga |

Weitere Gastbeiträge
- 2019: Dil Na Jaaneya (Rochak Kohli feat. Lauv & Akasa)
- 2020: Slow Grenade (Ellie Goulding feat. Lauv)
- 2020: Kings & Queens, Pt. 2 (Ava Max feat. Lauv, Saweetie)
- 2021: Try Again (DallasK feat. Lauv)

## Auszeichnungen für Musikverkäufe
| Silberne Schallplatte - Japan - 2021: für das Streaming Make It Right - Vereinigtes Königreich - 2018: für die Autorenbeteiligung Boys (Charli XCX) Goldene Schallplatte - Australien - 2020: für die Single Make It Right - 2021: für die Single Chasing Fire - 2021: für die Single Enemies - 2021: für die Single Mean It - 2021: für die Single Paris in the Rain - 2021: für die Single Superhero - 2021: für die Single Tattoos Together - 2021: für die Single The Other - Belgien - 2017: für die Autorenbeteiligung No Promises (Cheat Codes) - 2019: für die Single I’m So Tired… - Brasilien - 2024: für das Lied Steal the Show - Dänemark - 2021: für das Album I Met You When I Was 18 (The Playlist) - 2021: für das Album How I’m Feeling - 2022: für die Single There’s No Way - Deutschland - 2017: für die Autorenbeteiligung No Promises (Cheat Codes) - Frankreich - 2020: für die Single I Like Me Better - Italien - 2018: für die Single A Different Way - 2021: für die Single I’m So Tired… - Kanada - 2018: für die Single The Other - 2020: für das Album How I’m Feeling - Neuseeland - 2017: für die Autorenbeteiligung No Promises (Cheat Codes) - 2018: für die Single A Different Way - 2019: für die Single The Other - 2020: für die Single Sweet N Sour - Portugal - 2019: für die Single A Different Way - Spanien - 2024: für die Single I’m So Tired… - Vereinigte Staaten - 2020: für die Autorenbeteiligung Boys (Charli XCX) - 2024: für das Lied Steal the Show - 2025: für das Lied Who | Platin-Schallplatte - Australien - 2019: für die Single There’s No Way - 2021: für die Single Feelings - Belgien - 2018: für die Single I Like Me Better - Brasilien - 2024: für die Single A Different Way - Dänemark - 2019: für die Autorenbeteiligung No Promises (Cheat Codes) - 2023: für die Single I’m So Tired… - Frankreich - 2018: für die Single A Different Way - Italien - 2017: für die Autorenbeteiligung No Promises (Cheat Codes) - 2018: für die Single I Like Me Better - Kanada - 2019: für die Single I’m So Tired… - 2022: für die Single A Different Way - Neuseeland - 2020: für die Single Fuck, I’m Lonely - 2023: für die Single There’s No Way - 2024: für das Album How I’m Feeling - Norwegen - 2018: für die Single I Like Me Better - Polen - 2022: für die Autorenbeteiligung No Promises (Cheat Codes) - Portugal - 2018: für die Autorenbeteiligung No Promises (Cheat Codes) - Spanien - 2024: für die Single I Like Me Better - Südkorea - 2021: für die Single Paris in the Rain - Vereinigte Staaten - 2017: für die Autorenbeteiligung No Promises (Cheat Codes) - Vereinigtes Königreich - 2018: für die Autorenbeteiligung No Promises (Cheat Codes) | 2× Platin-Schallplatte - Australien - 2021: für die Single Fuck, I’m Lonely - Dänemark - 2022: für die Single I Like Me Better - Kanada - 2018: für die Autorenbeteiligung No Promises (Cheat Codes) - Neuseeland - 2020: für die Single I’m So Tired… - Norwegen - 2020: für die Autorenbeteiligung No Promises (Cheat Codes) - Schweden - 2017: für die Single I Like Me Better - Südkorea - 2023: für das Streaming Paris in the Rain 3× Platin-Schallplatte - Australien - 2019: für die Autorenbeteiligung No Promises (Cheat Codes) - 2021: für die Single I’m So Tired… 4× Platin-Schallplatte - Kanada - 2018: für die Single I Like Me Better 7× Platin-Schallplatte - Australien - 2021: für die Single I Like Me Better - Neuseeland - 2025: für die Single I Like Me Better |

Anmerkung: Auszeichnungen in Ländern aus den Charttabellen bzw. Chartboxen sind in ebendiesen zu finden.
| Land/RegionAuszeichnungen für Musikverkäufe (Land/Region, Auszeichnungen, Verkäufe, Quellen) | Silber     | Gold       | Platin       | Verkäufe   | Quellen              |
| -------------------------------------------------------------------------------------------- | ---------- | ---------- | ------------ | ---------- | -------------------- |
| Australien (ARIA)                                                                            | —          | 8× Gold8   | 17× Platin17 | 1.470.000  | aria.com.au          |
| Belgien (BRMA)                                                                               | —          | 2× Gold2   | Platin1      | 65.000     | ultratop.be          |
| Brasilien (PMB)                                                                              | —          | Gold1      | Platin1      | 60.000     | pro-musicabr.org.br  |
| Dänemark (IFPI)                                                                              | —          | 3× Gold3   | 4× Platin4   | 425.000    | ifpi.dk              |
| Deutschland (BVMI)                                                                           | —          | 2× Gold2   | Platin1      | 800.000    | musikindustrie.de    |
| Frankreich (SNEP)                                                                            | —          | Gold1      | Platin1      | 300.000    | snepmusique.com      |
| Italien (FIMI)                                                                               | —          | 2× Gold2   | 2× Platin2   | 160.000    | fimi.it              |
| Japan (RIAJ)                                                                                 | Silber1    | —          | —            | —          | riaj.or.jp           |
| Kanada (MC)                                                                                  | —          | 2× Gold2   | 8× Platin8   | 720.000    | musiccanada.com      |
| Neuseeland (RMNZ)                                                                            | —          | 4× Gold4   | 12× Platin12 | 405.000    | radioscope.co.nz NZ2 |
| Norwegen (IFPI)                                                                              | —          | —          | 3× Platin3   | 80.000     | ifpi.no              |
| Österreich (IFPI)                                                                            | —          | Gold1      | Platin1      | 45.000     | ifpi.at              |
| Polen (ZPAV)                                                                                 | —          | —          | Platin1      | 50.000     | olis.pl              |
| Portugal (AFP)                                                                               | —          | Gold1      | Platin1      | 25.000     | Einzelnachweise      |
| Schweden (IFPI)                                                                              | —          | —          | 2× Platin2   | 80.000     | sverigetopplistan.se |
| Spanien (Promusicae)                                                                         | —          | Gold1      | Platin1      | 90.000     | elportaldemusica.es  |
| Südkorea (KMCA)                                                                              | —          | —          | 3× Platin3   | 2.500.000  | gaonchart.co.kr      |
| Vereinigte Staaten (RIAA)                                                                    | —          | 9× Gold9   | 9× Platin9   | 13.500.000 | riaa.com             |
| Vereinigtes Königreich (BPI)                                                                 | 3× Silber3 | Gold1      | 3× Platin3   | 2.660.000  | bpi.co.uk            |
| Insgesamt                                                                                    | 4× Silber4 | 38× Gold38 | 71× Platin71 |            |                      |

## Belege
1. ↑  Ari Staprans Leff, Born 08/08/1994 in California. In: CaliforniaBirthIndex.org. Abgerufen am 18. September 2017.
2. ↑  Ankündigung. In: Facebook. AEG, abgerufen am 18. September 2017.
3. ↑  Nicole Mastrogiannis: INTERVIEW: LAUV Reveals The Touching Inspiration Behind ‘I Like Me Better’. iHeart Radio, abgerufen am 18. September 2017.
4. ↑  Julia Michaels and Lauv Split as She Shares New Year's Resolution: 'No More Dating Narcissists'. Abgerufen am 21. November 2019 (englisch).
5. ↑  "Mich frustriert, wie diese Gesellschaft funktioniert". Archiviert vom Original (nicht mehr online verfügbar) am 2. März 2020; abgerufen am 8. März 2020.
6. 1 2 3 4  Chartquellen: DE AT CH UK US
7. ↑  Offizielle Single Trending Charts. mtv.de, 18. September 2020, abgerufen am 19. September 2020.
8. ↑  Gold für A Different Way in Portugal
9. ↑  Platin für No Promises in Portugal

| Personendaten    | Personendaten                        |
| ---------------- | ------------------------------------ |
| NAME             | Lauv                                 |
| ALTERNATIVNAMEN  | Leff, Ari Staprans (wirklicher Name) |
| KURZBESCHREIBUNG | US-amerikanischer Musiker            |
| GEBURTSDATUM     | 8. August 1994                       |
| GEBURTSORT       | San Francisco, USA                   |